# Justiça econômica

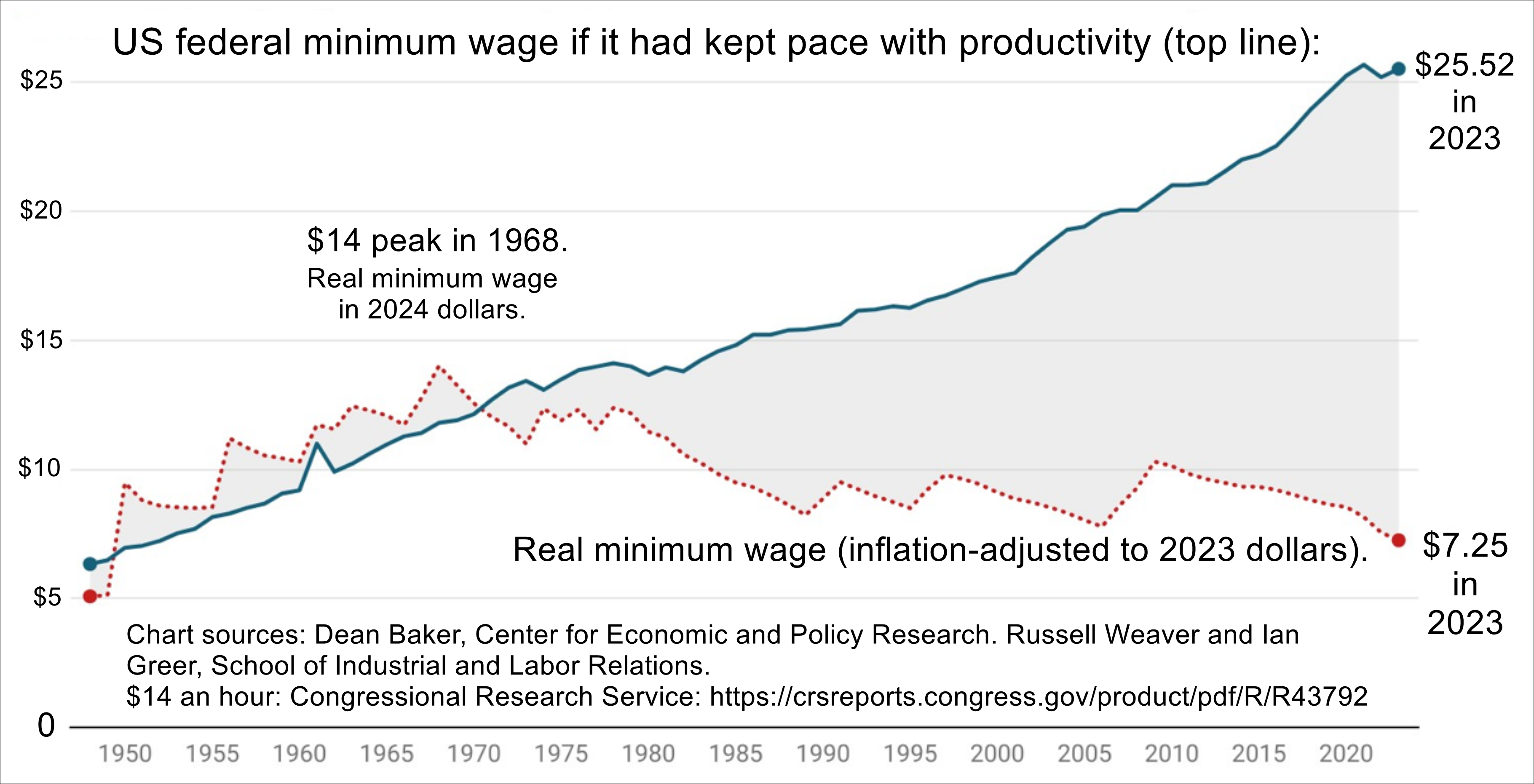
Salário mínimo federal dos Estados Unidos se tivesse acompanhado o ritmo da produtividade. Também o salário mínimo real.

A justiça econômica é uma componente da justiça social e da economia do bem-estar. É um conjunto de princípios morais e éticos para a construção de instituições econômicas, cujo objetivo final é criar uma oportunidade para cada pessoa estabelecer uma base material suficiente sobre a qual possa ter uma vida digna, produtiva e criativa.
A justiça em economia é uma subcategoria da justiça social e da economia do bem-estar. Trata-se de um "conjunto de princípios morais e éticos para a construção de instituições econômicas". A justiça econômica visa criar oportunidades para que cada pessoa tenha uma vida digna, produtiva e criativa, que vai para além da simples economia.
Os modelos de justiça econômica representam frequentemente os requisitos ético-sociais de uma determinada teoria, quer "em grande escala", como no caso de uma ordem social justa, quer "em pequena escala", como na equidade da "forma como as instituições distribuem benefícios e encargos específicos". Essa teoria pode ou não ser aceita. Nos códigos de classificação do Journal of Economic Literature, a "justiça" aparece no JEL: D63, encravada na mesma linha entre "Equidade" e "Desigualdade", juntamente com "Outros Critérios Normativos e Medição". As categorias acima e abaixo da linha são Externalidades e Altruísmo.
Algumas ideias sobre justiça e ética coincidem com as origens do pensamento econômico, frequentemente no que se refere à justiça distributiva e, por vezes, no que se refere à análise marxiana. O assunto é um tema de economia normativa e de filosofia e economia. Nos primórdios da economia do bem-estar, quando mencionada, a "justiça" pouco se distinguia da maximização de todas as funções de utilidade individual ou de uma função de bem-estar social. No que respeita a esta última, Paul Samuelson (1947), expandindo o trabalho de Abram Bergson, representa uma função de bem-estar social em termos gerais como qualquer sistema de crenças éticas necessário para ordenar quaisquer estados sociais (hipoteticamente viáveis) para toda a sociedade como "melhores do que", "piores do que", ou "indiferentes" uns aos outros. Kenneth Arrow (1963) mostrou a dificuldade de tentar estender uma função de bem-estar social de forma consistente a diferentes funções hipotéticas de utilidade ordinal, mesmo sem contar com a justiça. A maximização da utilidade sobrevive, mesmo com o surgimento da teoria da utilidade ordinal/Pareto, como base ética para os juízos de política econômica no critério de maximização da riqueza invocado no direito e na economia.
Amartya Sen (1970), Kenneth Arrow (1983), Serge-Christophe Kolm (1969, 1996, 2000), entre outros, analisaram a forma como o utilitarismo, enquanto abordagem da justiça, é limitado ou desafiado por reivindicações independentes de igualdade na distribuição de bens primários, liberdade, direitos, oportunidades, exclusão de preferências anti-sociais, capacidades possíveis, e equidade como ausência de inveja e eficiência de Pareto. Abordagens alternativas têm tratado a combinação da preocupação com os mais desfavorecidos com a eficiência econômica, a noção de responsabilidade pessoal e os (de)méritos de nivelar os benefícios individuais por baixo, as reivindicações de justiça intergeracional, e outras abordagens bem-estaristas/Pareto. A justiça é uma subárea da teoria da escolha social, por exemplo, no que diz respeito à simpatia alargada, e, de um modo mais geral, no trabalho de Arrow, Sen, e outros.
Uma reinterpretação alargada da justiça na perspetiva da teoria dos jogos, da teoria dos contratos sociais e do naturalismo evolutivo encontra-se nos trabalhos de Ken Binmore (1994, 1998, 2004) e outros. Os argumentos sobre a equidade enquanto aspecto da justiça têm sido invocados para explicar uma vasta gama de aplicações comportamentais e teóricas, complementando a ênfase anterior na eficiência econômica (Konow, 2003).